# Bangkok Dangerous - Il codice dell'assassino
Bangkok Dangerous - Il codice dell'assassino è un film del 2008 scritto e diretto dai fratelli Pang, remake dell'omonimo film diretto dai cineasti thailandesi nel 1999.
Il film è uscito in Italia 29 gennaio 2010 su distribuzione Eagle Pictures.

## Trama
Al solitario killer professionista Joe viene assegnato un compito a Bangkok, dovrà uccidere quattro persone per conto del boss della mafia thailandese Surat. Joe ingaggia il borseggiatore Kong, per aiutarlo in alcune commissioni e per fargli da tramite con il boss.
Joe inizia la sua missione, uccidendo i suoi primi tre obiettivi, con l'intenzione finale di uccidere Kong e cancellare ogni traccia della sua permanenza a Bangkok. Ma l'anima solitaria di Joe viene scossa dal fascino della città, ritrovandosi a fare da mentore al giovane Kong e a mettere in discussione la sua vita quando s'innamora della bella Fon.
Il suo quarto obiettivo sarà quello di uccidere il Primo Ministro della Thailandia, ma scosso dalle parole di Kong che definisce il Ministro "una brava persona", Joe non riesce a sparare e scoperto dalla scorta è costretto alla fuga. Surat, per eliminare ogni traccia del fallito attentato, attira Kong in una trappola e lo rapisce insieme alla sua fidanzata. Joe, scoperto questo, decide di ingaggiare una guerra privata contro Surat e la sua banda, eliminando tutti gli scagnozzi.
Dopo essere riuscito a liberare i due giovani, ormai ferito gravemente, Joe prende Surat come ostaggio e si chiude in una macchina con lui. Assediato dalla polizia appoggia la testa accanto a quella di Surat e con un solo colpo di pistola uccide l'altro e si suicida. Tra la folla di curiosi poco lontano si vede Kong e la ragazza che si allontanano.

## Finale alternativo
Esiste un altro finale del film. Il protagonista, invece di uccidersi, scappa fino a trovare rifugio dalla popolazione locale.
Il film termina con Joe su una barca e il suo amico Kong che lo guarda dalla riva.

## Curiosità
- Kong è il nome del killer protagonista nel film originale dei fratelli Pang, del 1999, Bangkok Dangerous. Joe è il nome di un killer amico del protagonista.